# عنب أسترالي
العنب الأسترالي أو العنب البحري جنس أشجار يبلغ ارتفاعها 35 م، تنتشر على السواحل الشرقية لأستراليا، اسمها العلمي Elaeocarpus angustifolius أو Elaeocarpus grandis. ثمارها بيضية الشكل، زرقاء اللون، يبلغ قطرها من 2 إلى 3 سم.

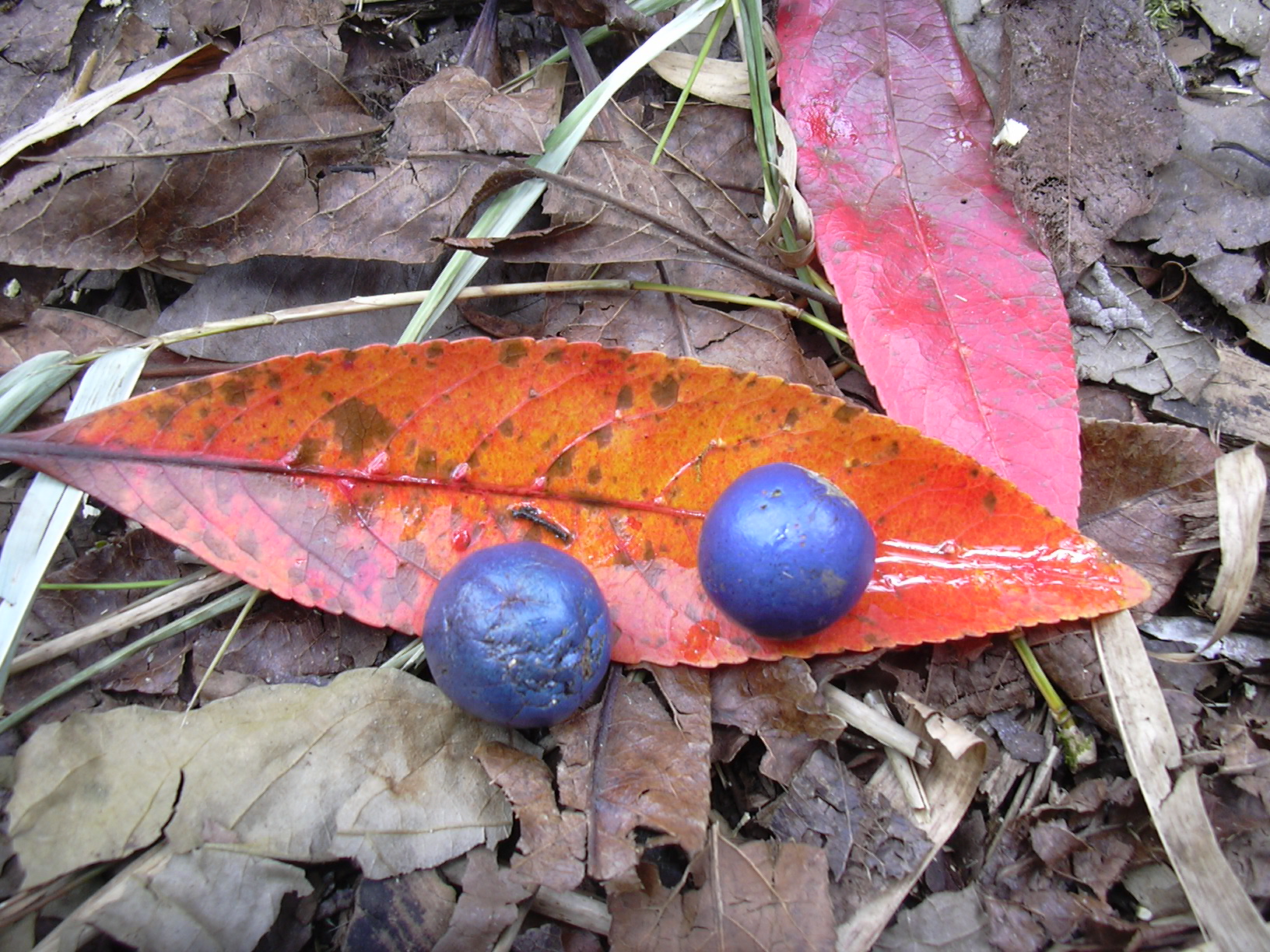
ثمار وأوراق العنب الأسترالي